# Ritorno al crimine
Pour plus de détails, voir Fiche technique et Distribution.
Ritorno al crimine est un téléfilm italien de comédie policière réalisé par Massimiliano Bruno en 2021.
Le film a connu une suite : Non ci resta che il crimine (it) (2019), du même réalisateur.

## Synopsis
Revenus du passé directement en 2018 par le pont Einstein-Rosen qui se trouvait dans les locaux de la Banda della Magliana avant l'explosion d'une bombe, Sebastiano, Moreno et Giuseppe, ainsi que Gianfranco, qui les a sauvés et ramenés de 1982, se rendent à Monte-Carlo pour tenter de retrouver, 36 ans après, Sabrina, l'ex-petite amie de Renatino, qui s'était auparavant approprié le trésor de la banda. En réalité, Sabrina vit avec son mari Ranieri (un marchand d'art effronté) et sa fille Lorella sur la côte amalfitaine. Renatino, qui a également réussi à traverser le portail avec quelques-uns de ses hommes de confiance avant qu'il ne se referme, en quête de vengeance et de son trésor, plane au-dessus d'eux. Mais d'autres criminels leur tombent dessus et compliquent encore les choses.

## Fiche technique
- Titre original italien : Ritorno al crimine[1]
- Réalisateur : Massimiliano Bruno
- Scénario : Alessandro Aronadio, Andrea Bassi, Massimiliano Bruno, Renato Sannio
- Photographie : Fabio Zamarion
- Montage : Luciana Pandolfelli
- Musique : Maurizio Filardo
- Décors : Paola Soldini
- Production : Federica Lucisano, Fulvio Lucisano, Giulio Steve
- Société de production : Italian International Film, Rai Cinema
- Pays de production :  Italie
- Langue originale : italien
- Format : Couleur - 2,39:1
- Durée : 105 minutes
- Genre : comédie policière
- Date de sortie :
  - Italie : 12 juillet 2021

## Distribution
- Marco Giallini : Moreno Filipponi
- Alessandro Gassmann : Sebastiano
- Edoardo Leo : Renatino
- Gianmarco Tognazzi : Giuseppe
- Carlo Buccirosso : Massimo Ranieri
- Giulia Bevilacqua : Lorella
- Massimiliano Bruno : Gianfranco
- Gianfranco Gallo : Gennarino « O Rattuso »
- Loretta Goggi : Sabrina
- Marianna di Maso : Teresa
- Corinne Cléry : Comtesse Roccapadula
- Antonio Gargiulo : Van Gogh
- Nicola Pistoia : Kalachnikov
- Angelo Orlando : Trikke Trakke
- Ninetto Davoli : Er Saetta
- Roberto Della Casa : Severino